# Ліга чемпіонів ЄГФ (чоловіки)
Ліга Чемпіонів Європейської гандбольної федерації (ЄГФ) (англ. EHF Champions League) — найбільше змагання гандбольних клубів Європи, який проводять під егідою Європейської федерації гандболу (EHF) щорічно з 1956 року. До сезону 1993/1994 турнір мав назву Кубок європейських чемпіонів.

## Історія
1 вересня 1956 року VI конгрес Міжнародної федерації гандболу (IHF), що проходив в Стокгольмі, розглянув пропозицію федерації гандболу Франції про проведення щорічних змагань з участю чоловічих команд — чемпіонів своїх країн. Пропозиція французів було прийнято, приз для переможців Кубка європейських чемпіонів заснувала спортивна газета L'Équipe.
У першому розіграші Кубка брали участь 12 команд, які представляли великі міста Європи. Фінал за участю гандболістів «Дукла» (Прага) і чемпіоном Швеції «Еребру» відбувся 9 березня 1957 року в Парижі і приніс перемогу команді з Праги — 21:13, яка стала першою переможницею турніру.
З наступного розіграшу в турнірі брали б участь тільки клубні команди — чемпіони своїх країн. До 1966 року організатором фіналів була французька федерація, всі вирішальні матчі проводилися в Парижі, за винятком 1965 року, коли фінал проходив в Ліоні.
У 1958, 1961, 1964 і 1969 роках у зв'язку з проведенням чемпіонатів світу розіграш Кубка не проводився.
З 1967 року турботи по проведенню заключних матчів Кубка європейських чемпіонів взяла на себе Федерація гандболу ФРН. Вирішальні ігри Кубка 7 разів проходили в Дортмунді, а також у Франкфурті-на-Майні (1968) і Зіндельфінгені (1977). З сезону-1978/79 всі ігри плей-офф проводяться командами на своєму полі і на полі суперника, з сезону-2009/10 вирішальні матчі проходять у форматі «Фіналу чотирьох».
У чоловічих турнірах історично домінують німецькі клуби (19 перемог), до яких з сезону 1989/90 років «приєдналися» іспанські (14 перемог і 11 фіналів, причому тільки один фінал до цього).
З 1993 року змагання провідних європейських команд проходять у форматі Ліги чемпіонів.

## Призери
| Рік     |                            | Фінал                 | Фінал                        | Фінал |
| Рік     | Чемпіон                    | Рахунок               | Фіналіст                     |       |
| 1956–57 | «Дукла» (Прага)            | 21–13                 | «Еребру»                     |       |
| 1958–59 | «Редбергслідс»             | 18–13                 | «Фріш» (Геппінген)           |       |
| 1959–60 | «Фріш» (Геппінген)         | 18–13                 | «Орхус»                      |       |
| 1961–62 | «Фріш» (Геппінген)         | 13–11                 | «Партизан» (Б'єловар)        |       |
| 1962–63 | «Дукла» (Прага)            | 15–13                 | «Дінамо» (Бухарест)          |       |
| 1964–65 | «Дінамо» (Бухарест)        | 13–11                 | «Медвещак» (Загреб)          |       |
| 1965–66 | «Лейпціг»                  | 16–14                 | «Гонвед» (Будапешт)          |       |
| 1966–67 | «Гуммерсбах»               | 17–13                 | «Дукла» (Прага)              |       |
| 1967–68 | «Стяуа» (Бухарест)         | 13–11                 | «Дукла» (Прага)              |       |
| 1969–70 | «Гуммерсбах»               | 14–11                 | «Динамо» (Берлін)            |       |
| 1970–71 | «Гуммерсбах»               | 17–16                 | «Стяуа» (Бухарест)           |       |
| 1971–72 | «Партизан» (Б'єловар)      | 19–14                 | «Гуммерсбах»                 |       |
| 1972–73 | «МАІ» (Москва)             | 26–23                 | «Партизан» (Б'єловар)        |       |
| 1973–74 | «Гуммерсбах»               | 19–17                 | «МАІ» (Москва)               |       |
| 1974–75 | «АСК» (Франкфурт-на-Одері) | 19–17                 | «Борац» (Баня-Лука)          |       |
| 1975–76 | «Борац» (Баня-Лука)        | 17–15                 | «КФЮМ» (Фредерісія)          |       |
| 1976–77 | «Стяуа» (Бухарест)         | 21–20                 | ЦСКА (Москва)                |       |
| 1977–78 | «Магдебург»                | 28–22                 | «Сілезія» (Вроцлав)          |       |
| 1978–79 | «Гросвальштадт»            | 30–28 (14-10 / 18-16) | «Емпор» (Росток)             |       |
| 1979–80 | «Гросвальштадт»            | 21–12                 | «Валюр»                      |       |
| 1980–81 | «Магдебург»                | 52–43 (25-23 / 29-18) | «Слован» (Любляна)           |       |
| 1981–82 | «Гонвед» (Будапешт)        | 49–34 (25-16 / 18-24) | «Санкт-Отмар» (Санкт-Галлен) |       |
| 1982–83 | «Гуммерсбах»               | 32–29 (15-19 / 13-14) | ЦСКА (Москва)                |       |
| 1983–84 | «Дукла» (Прага)            | 38–38 (21-17 / 21-17) | «Металопластіка» (Шабаць)    |       |
| 1984–85 | «Металопластіка» (Шабаць)  | 49–32 (19-12 / 20-30) | «Атлетико» (Мадрид)          |       |
| 1985–86 | «Металопластіка» (Шабаць)  | 54–52 (29-24 / 30-23) | «Вибжеже» (Гданськ)          |       |
| 1986–87 | СКА (Мінськ)               | 62–49 (32-24 / 25-30) | «Вибжеже» (Гданськ)          |       |
| 1987–88 | ЦСКА (Москва)              | 36–36 (18-15 / 21-18) | «ТУСЕМ» (Ессен)              |       |
| 1988–89 | СКА (Мінськ)               | 61–53 (30-24 / 37-23) | «Стяуа» (Бухарест)           |       |
| 1989–90 | СКА (Мінськ)               | 53–50 (26-21 / 29-27) | «Барселона»                  |       |
| 1990–91 | «Барселона»                | 41–40 (23-21 / 20-17) | «Пролетер» (Зренянин)        |       |
| 1991–92 | «Загреб»                   | 50–38 (22-20 / 28-18) | «Сантадер» (Кантабрія)       |       |
| 1992–93 | «Загреб»                   | 40–39 (22-17 / 22-18) | «Валау-Массенгейм»           |       |

EHF Champions League
| Рік       |                          | Фінал                 | Фінал                     | Фінал |
| Рік       | Чемпіон                  | Рахунок               | Фіналіст                  |       |
| 1993–94   | «Сантадер» (Кантабрія)   | 45–43 (22-22 / 23-21) | «Брага»                   |       |
| 1994–95   | «Бідасоа» (Ельгорріага)  | 56–47 (30-20 / 27-26) | «Загреб»                  |       |
| 1995–96   | «Барселона»              | 46–38 (23-15 / 23-23) | «Бідасоа» (Ельгорріага)   |       |
| 1996–97   | «Барселона»              | 61–45 (31-22 / 23-30) | «Загреб»                  |       |
| 1997–98   | «Барселона»              | 56–40 (28-18 / 22-28) | «Загреб»                  |       |
| 1998–99   | «Барселона»              | 51–40 (22-22 / 29-18) | «Загреб»                  |       |
| 1999–2000 | «Барселона»              | 54–52 (28-25 / 29-24) | «Кіль»                    |       |
| 2000–01   | «Портленд» (Сан Антоніо) | 52–49 (30-24 / 25-22) | «Барселона»               |       |
| 2001–02   | «Магдебург»              | 51–48 (23-21 / 30-25) | «Веспрем»                 |       |
| 2002–03   | «Монпельє»               | 50–46 (27-19 / 31-19) | «Портленд» (Сан Антоніо)  |       |
| 2003–04   | «Цельє»                  | 62–58 (34-28 / 30-28) | «Фленсбург-Гандевітт»     |       |
| 2004–05   | «Барселона»              | 56–55 (28-27 / 29-27) | «Сьюдад-Реаль»            |       |
| 2005–06   | «Сьюдад-Реаль»           | 62–47 (19-25 / 37-28) | «Портленд» (Сан Антоніо)  |       |
| 2006–07   | «Кіль»                   | 57–55 (28-28 / 29-27) | «Фленсбург-Гандевітт»     |       |
| 2007–08   | «Сьюдад-Реаль»           | 58–54 (27-29 / 25-31) | «Кіль»                    |       |
| 2008–09   | «Сьюдад-Реаль»           | 67–66 (39-34 / 33-27) | «Кіль»                    |       |
| 2009–10   | «Кіль»                   | 36–34                 | «Барселона»               |       |
| 2010–11   | «Барселона»              | 27–24                 | «Сьюдад-Реаль»            |       |
| 2011–12   | «Кіль»                   | 26–21                 | «Атлетіко» (Мадрид)       |       |
| 2012–13   | «Гамбург»                | 30–29                 | «Барселона»               |       |
| 2013–14   | «Фленсбург-Гандевітт»    | 30–28                 | «Кіль»                    |       |
| 2014–15   | «Барселона»              | 28–23                 | «Веспрем»                 |       |
| 2015–16   | «Віве Тауран» (Кельці)   | 39–38 (пенальті)      | «Веспрем»                 |       |
| 2016–17   | «Вардар» (Скоп'є)        | 24–23                 | «Пари Сен-Жермен» (Париж) |       |
| 2017–18   | «Монпельє»               | 32–26                 | «Нант»                    |       |
| 2018–19   | «Вардар» (Скоп'є)        | 27–24                 | «Веспрем Телеком»         |       |
| 2019–20   | «Кіль»                   | 33–28                 | «Барселона»               |       |
| 2020–21   | «Барселона»              | 36–23                 | «Ольборг Гандбол»         |       |
| 2021–22   | «Барселона»              | 37–35                 | «Віве» (Кельці)           |       |
| 2022–23   | «Магдебург»              | 30–29                 | «Віве» (Кельці)           |       |